# Ernst von Houwald (Politiker)

Ernst Otto von Houwald (1844–1903)

Ernst Otto Graf von Houwald (* 25. August 1844 in Straupitz; † 24. August 1903 in Coswig) war ein preußischer Standesherr.

## Leben
Ernst von Houwald war Leutnant und bereits seit 1877 Ehrenritter des Johanniterordens. Von 1881 bis 1887 war er Landrat des Kreises Lübben. Er erbte 1884 aufgrund des frühen Todes seines älteren Bruders die Standesherrschaft Straupitz und den Sitz im Herrenhaus, den er 1885 antrat und dem er bis zu seinem Tode angehörte. Houwald starb einen Tag vor seinem 59. Geburtstag.
Sein Erbe betrug ausgangs der 1880er Jahre in etwa 7274 ha. Man betrieb innerhalb der großen Gutsherrschaft auch eine Brauerei, eine Brennerei sowie eine Ziegelei.

## Familie
Houwald entstammte der im 17. Jahrhundert nobilitierten Familie Houwald. Ihr Ahnherr Christoph von Houwald war als Kriegsgeneral im Dreißigjährigen Krieg zu Wohlstand gekommen, der ihm ermöglichte neben Gütern in Ostpreußen die freie Standesherrschaft Straupitz in der Niederlausitz zu erwerben. Der Besitz der Standesherrschaft Straupitz gewährte der Familie einen erblichen Sitz im preußischen Herrenhaus.
Ernst Houwald war der zweite Sohn von Heinrich von Houwald und seiner Frau, Florentine Freiin von Houwald. Er heiratete Elisabeth Freiin von Eckardstein, mit der er eine Tochter Irmgard (1875–1948) und einen Sohn Christoph-Heinrich hatte. Der Sohn übernahm Straupitz, die Standesherrschaft und Schloss mit 1871 ha sowie das Gut Butzen mit 5104 ha.